# Melchior de la Mars

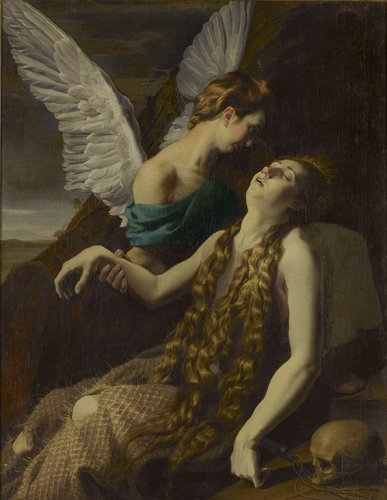
Santa María Magdalena en éxtasis, óleo sobre lienzo, 111,6 x 86,5 cm, Bruselas, Koninklijke Musea voor Schone Kunsten.

Melchior de la Mars (c. 1585 – 1651) fue un pintor barroco flamenco activo en Gante.
Recientemente redescubierto y de apenas conocida biografía, consta su actividad en Gante en 1621, cuando firmó y fechó la Circuncisión del Niño Jesús del altar de la iglesia de San Esteban (originalmente destinada a la Augustijnenker). Un año después firmó el Éxtasis de la Magdalena de los Museos Reales de Bellas Artes de Bélgica. El estilo de estas obras, en las que combina el claroscuro con los perfiles manieristas de las figuras, lo caracteriza como un temprano representante de la escuela caravaggista de Gante, anterior incluso al retorno de Jan Janssens de Roma.